# Kokaina
Kokaina (łac. cocainum), pot. koks – organiczny związek chemiczny z grupy alkaloidów o szkielecie tropanu, ester metylowy benzoiloekgoniny. Ma właściwości pobudzające. Jest pozyskiwana z liści krasnodrzewu pospolitego (koki), który pierwotnie porastał tereny Andów w Ameryce Południowej. Odznacza się dużym potencjałem uzależniającym psychicznie.
Wykazuje podobieństwo strukturalne do kokatylenu i innych alkaloidów tropanowych, np. atropiny i skopolaminy.

Porównanie budowy kokainy, kokatylenu, atropiny i skopolaminy
kokaina
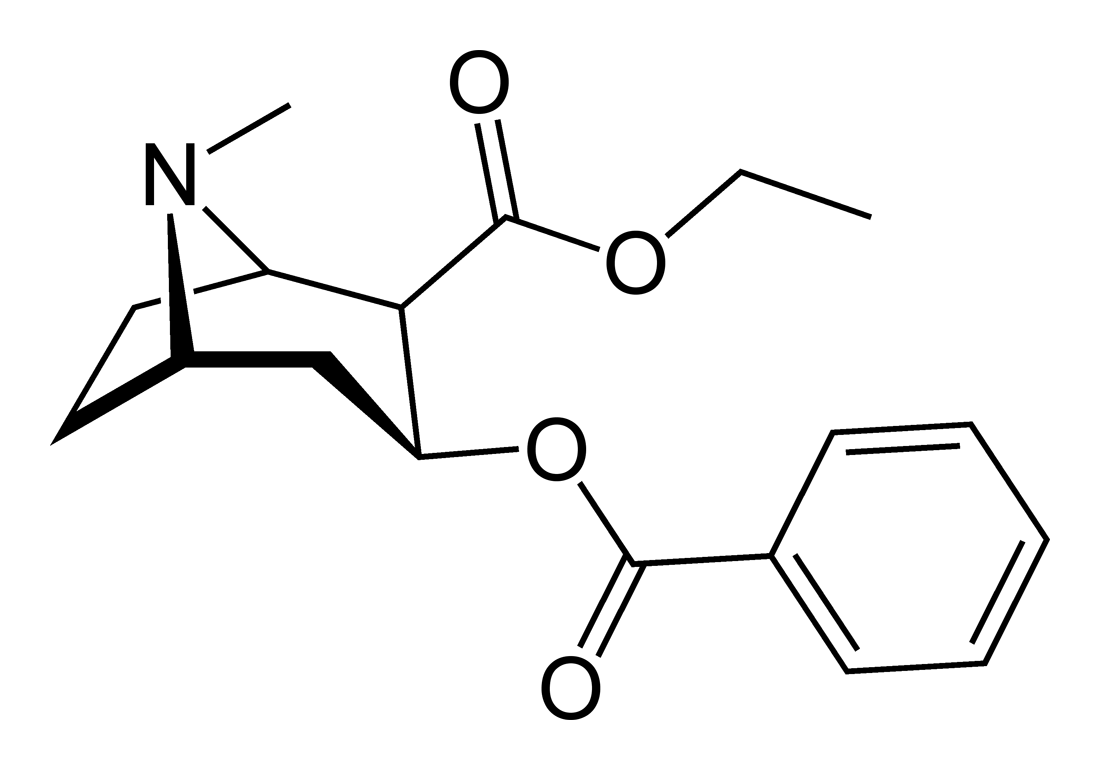
kokatylen
atropina
skopolamina

## Historia
Kokaina to jeden z najstarszych i najniebezpieczniejszych stymulantów pochodzenia naturalnego. Wykorzystywany w czasach prekolumbijskich przez mieszkańców Andów, Altiplano i zachodnich wybrzeży Ameryki Południowej. Przyspieszony oddech i bicie serca pomaga w lepszym przystosowaniu się do życia wysokogórskiego, przeciwdziałając efektom wpływu rzadkiego powietrza na organizm.
Rdzenni Peruwiańczycy żuli liście koki tylko podczas ceremonii religijnych. Zmiana zaszła po najeździe Peru przez hiszpańskich żołnierzy w 1532 roku. Amerykanie-tubylcy, przymusowi robotnicy w hiszpańskich kopalniach srebra byli zaopatrywani w liście koki, ponieważ dzięki temu łatwiej było ich kontrolować i wykorzystywać.
Kokaina została po raz pierwszy wyizolowana z liści koki w 1859 roku przez niemieckiego chemika Alberta Niemanna. Dopiero w latach osiemdziesiątych XIX wieku zaczęto ją popularyzować w środowisku medycznym.
W późnych czasach wiktoriańskich używano kokainy dla rozrywki. Kokainę na szeroką skalę rozsławił Sigmund Freud, który był prawdziwym entuzjastą narkotyku. Stosował go regularnie przez wiele lat w małych dawkach jako środek przeciwko „depresji i niestrawności”.
W 1884 roku wiedeński okulista Karl Koller (1857-1944) umieścił roztwór kokainy na rogówce, uzyskując efekt znieczulający. Jego wyniki wzbudziły duże zainteresowanie i stały się początkiem współczesnych metod znieczulenia miejscowego. Powierzchniowe użycie kokainy jest w dalszym ciągu stosowane w niektórych zabiegach okulistycznych i laryngologicznych.
Publikacje Freuda w czasopismach medycznych przedstawiające kokainę jako cudowne remedium na wszystkie dolegliwości sprawiły, że zaczęto ją sprzedawać na dużą skalę bez recepty w aptekach i drogeriach. Używano jej w różnych medykamentach, lekarstwach na ból zębów, papierosach i różnorodnych napojach, zarówno bezalkoholowych, jak i w winie. Dostępne były także preparaty przeznaczone dla dzieci. W przypadku przyjmowania kokainy z alkoholem jest ona przekształcana w wątrobie w kokatylen o dłuższym czasie działania. Było to przyczyną popularności domieszkowania win kokainą (najbardziej znane było Vin Mariani). Wina kokainowe zyskały sobie smakoszy wśród premierów, szlachty, a nawet papieży. Architekt Frédéric-Auguste Bartholdi stwierdził, że gdyby posmakował Vin Mariani wcześniej, zaprojektowałby Statuę Wolności o kilkaset metrów wyższą.
Napój Coca-cola wszedł na rynek w 1886 roku jako mieszanka ekstraktów liści krzewu koka i nasion drzewa kola. Reklamowano ją jako „wartościowy napój pobudzający umysł i leczący wszystkie przypadłości nerwowe”. Do 1903 r. typowe opakowanie zawierało około 60 mg kokainy. Dzisiejsza Coca-cola nadal zawiera ekstrakt z liści koki – The Coca-Cola Company importuje obecnie ok. 8 ton liści rocznie, jednak zabieg ten ma wpływ jedynie na walory smakowe, gdyż narkotyk jest usuwany.
W handlu dostępne były tabletki Forced March, zawierające mieszaninę kokainy i kofeiny. Korzystali z nich (obok innych narkotyków) m.in. polarnicy Ernest Shackleton i Robert Scott podczas ekspedycji na biegun południowy, a także żołnierze podczas I wojny światowej.
Opowiadanie Roberta Stevensona Doktor Jekyll i pan Hyde, opublikowane w 1886 roku, powstało podczas sześciodniowej sesji kokainowej. Fikcyjna postać literacka, która po raz pierwszy pojawiła się w powieści wydanej w 1887, bohater znanych opowiadań detektywistycznych Artura Conana Doyle’a – Sherlock Holmes – nie stronił od przyjmowania kokainy dożylnie.
W 1886 r. nastąpił wzrost doniesień z całego świata o nowych przypadkach kokainizmu i ostrych zatruciach kokainą. W rezultacie część osób przestała zażywać kokainę, inni przerzucili się z zastrzyków na przyjmowanie doustne jako rzekomo mniej szkodliwe. Rozpowszechnienie Coca-Coli wspierało ten proces. Używanie kokainy stawało się wówczas modne w pewnych kręgach, takich jak artyści, intelektualiści, pisarze oraz gangsterzy.
Po pierwszej wojnie światowej kokaina została w większości państw zakazana. Jednak nadal była popularna, choć na zmniejszenie jej popularności wpłynęło pojawienie się heroiny.
Popularność kokainy zwiększyła się ponownie w USA w latach 70 dwudziestego wieku i zaczęła wypierać marihuanę. W dystrybucji narkotyku dostrzegli interes Kolumbijczycy: bracia Fabio Ochoa, Jorge Ochoa i Juan David Ochoa oraz Pablo Escobar, którzy stworzyli kartel narkotykowy z Medellin.
W 1996 r. gazeta San Jose Mercury News opublikowała serię artykułów śledczych pt. Ciemny związek (Dark Alliance), zarzucając spowodowanie epidemii kokainizmu w gettach amerykańskich świadomym i celowym działaniom CIA. Publikacja wywołała oburzenie społeczne w USA, aczkolwiek nie pociągnięto ważnych osób do odpowiedzialności karnej.

## Synteza
Badania nad syntezą kokainy zapoczątkował Carl Liebermann. Wówczas jednak nie była znana metoda otrzymania tropinonu (proponowanego substratu), przez co nie zostały opracowane warunki syntezy. Tropinon z cykloheptanonu otrzymał po raz pierwszy Richard Willstätter, jednak wydajność zaproponowanej reakcji była mała i nie pozwoliła na dobranie warunków syntezy samej kokainy. Dopiero po opracowaniu prostej i wydajnej metody syntezy tropinonu przez Roberta Robinsona w roku 1917 Willstätter opracowywał warunki syntezy i w 1923 otrzymał syntetyczną kokainę.

## Kokaina w medycynie
W laryngologii i okulistyce stosuje się 1–20% roztwór chlorowodorku kokainy w celu znieczulenia miejscowego ze względu na efekt sympatykomimetyczny, dzięki któremu dochodzi do obkurczenia naczyń błony śluzowej zmniejszając przy tym krwawienie, lub rozszerzenia źrenicy ułatwiającego prowadzenie wielu zabiegów na oku. Mechanizm tego działania związany jest ze zmniejszeniem przepuszczalności błony komórkowej w stosunku do jonów sodu, co hamuje proces depolaryzacji, w efekcie czego tworzy się lokalny blok przewodzenia impulsów nerwowych. Dawka jednorazowa nie może przekraczać 30 mg, a dobowa – 60 mg. W Polsce nie znajduje się w urzędowym wykazie leków dopuszczonych do obrotu.

## Działanie ogólnoustrojowe
- Hamuje wychwyt zwrotny noradrenaliny przez neurony ośrodkowego i obwodowego układu nerwowego. Powoduje to:
  - silny skurcz naczyń krwionośnych i wzrost ciśnienia tętniczego
  - rozszerzenie źrenic
  - rozkurcz mięśniówki oskrzeli
  - zahamowanie perystaltyki przewodu pokarmowego
  - zahamowanie wydzielania śliny przez gruczoły ślinowe.
- Hamuje wychwyt zwrotny dopaminy, co powoduje:
  - w mniejszych dawkach – pobudzenie psychoruchowe, uczucie euforii, omamy
  - w większych – depresja ośrodka oddechowego w pniu mózgu.
  - pobudzenie receptorów β na obwodzie, co wywołuje:
    - dodatni efekt chronotropowy, dromotropowy i inotropowy na serce, a co za tym idzie, wzrost ciśnienia tętniczego i zaburzenia rytmu serca, prowadzące do takich chorób jak:
      - miażdżyca
      - choroba wieńcowa
      - niewydolność mięśnia sercowego

    - nadczynność tarczycy.

## Narkotyk

### Produkcja
Ponad połowa światowej produkcji kokainy odbywa się w Kolumbii. Rolnicy po zebraniu liści krasnodrzewu pospolitego siekają je drobno i polewają ciekłym nawozem dla zmiękczenia liści. Liście przygotowane w ten sposób wrzucane są do beczek i zalewane benzyną (rozpuszczalnik) w celu wyekstrahowania substancji psychoaktywnej (zawartość substancji psychoaktywnej w liściach wynosi do 2%). Następnie liście usuwane są z mieszaniny, która zostaje zneutralizowana sodą oczyszczoną. Powstałą mieszankę podgrzewa się, by odparować ciecz, a pozostałą pastę się suszy. Kolumbijscy rolnicy produkujący pastę kokainową sprzedają ją przestępcom. Otrzymują za to niewielkie wynagrodzenie w stosunku do wartości produktu kupionego przez narkomana. Szacuje się, że z każdego grama kokainy sprzedanego na ulicy rolnik otrzymuje 0.05 USD.
Lewamizol bywa dodawany do kokainy sprzedawanej w Stanach Zjednoczonych Ameryki ze względu na niższą cenę i podobne oddziaływanie. Dodatek powoduje u zażywających plamicę i zmniejszenie ilości neutrofili.

### Sól kokainy

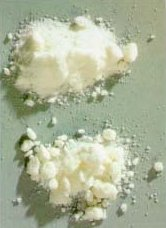
Kokaina – proszek

Kokaina w postaci soli - np. chlorowodorku to śnieżnobiały lub żółtawy proszek. Przed wprowadzeniem na rynek jest mieszana z innymi substancjami (wypełniaczami), w celu zwiększenia objętości. Substancje używane w tym procesie to soda oczyszczona, cukry np. laktoza, glukoza, poliole np. inozytol, mannitol i środki znieczulające miejscowe, np. lidokaina. Ta postać kokainy jest rozpuszczalna w wodzie, dzięki czemu można ją wypić lub wstrzyknąć.

### Kokaina jako tzw. wolna zasada
Sól kokainy można przekształcić w tak zwaną wolną zasadę, aminę (czyli kokaina, nie jej sól) poprzez zalkalizowanie jej roztworu, a następnie ekstrakcję kokainy za pomocą rozpuszczalnika organicznego. Procedura usuwa niektóre zanieczyszczenia z produktu w formie proszku i wielu zażywających kokainę uważa ją za mniej szkodliwą formę narkotyku.

### Krak (crack)

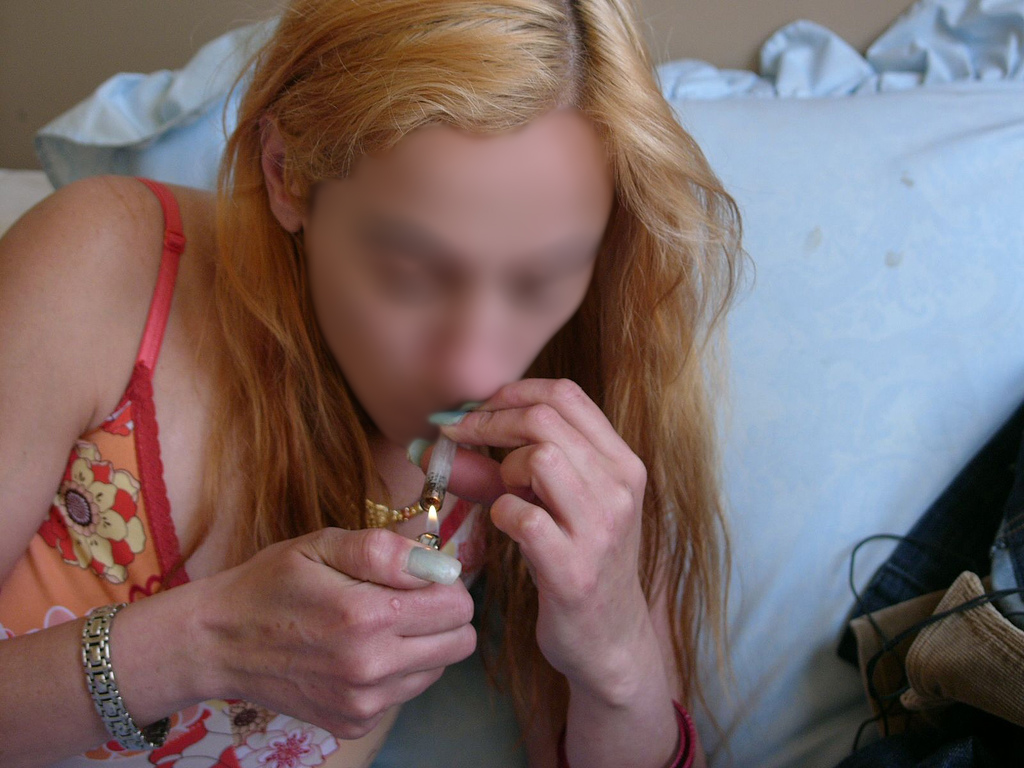
Kobieta paląca krak w fifce

Nazwa krak pochodzi od ang. crack (pękanie), ze względu na dźwięki powstające podczas jego palenia. To kokaina w formie wolnej zasady, wyizolowana przez strącanie podczas gotowania roztworu chlorowodorku kokainy i sody oczyszczonej.
W porównaniu z innymi formami kokainy krak jest silnie uzależniający, o natychmiastowym, krótkotrwałym działaniu (5 do 10 minut). Narkotyk jest zażywany poprzez podgrzewanie i wdychanie oparów. Crack pojawił się w USA w latach osiemdziesiątych XX wieku.
Ogólnie opisując, narkotyk uliczny zawiera różne stężenia kokainy w mieszaninie, zależnie od dedykowanego klienta, rzadkie ok. 90%, powszechnie 40 do 60%.

### Zażywanie kokainy
Postać i sposób zażywania kokainy wpływa na intensywność i czas efektów narkotycznych, a także na szybkość powstawania uzależnienia. Intensywność efektu zależy od ilości narkotyku jaka dostała się z krwią do mózgu. Procent zaabsorbowanego narkotyku zależy również od przyjętej dawki. Im większa, tym mocniejsze i dłuższe działanie.
Im szybciej narkotyk dostaje się do mózgu, tym szybciej odczuwalne są efekty działania. Długość i intensywność wiąże się z metodą podania narkotyku. Efekt odurzenia odczuwalny jest niedługo po zażyciu kokainy. Odczucia psychotropowe, określane jako high, są powiązane ze stężeniem narkotyku we krwi. Im szybciej kokaina dotrze do mózgu, tym większe będą efekty; szybciej również znikną. Sposób przyjmowania kokainy ma wpływ na odczucia. Metoda powodująca szybkie i intensywne odczucia, daje odurzenie trwające krócej.

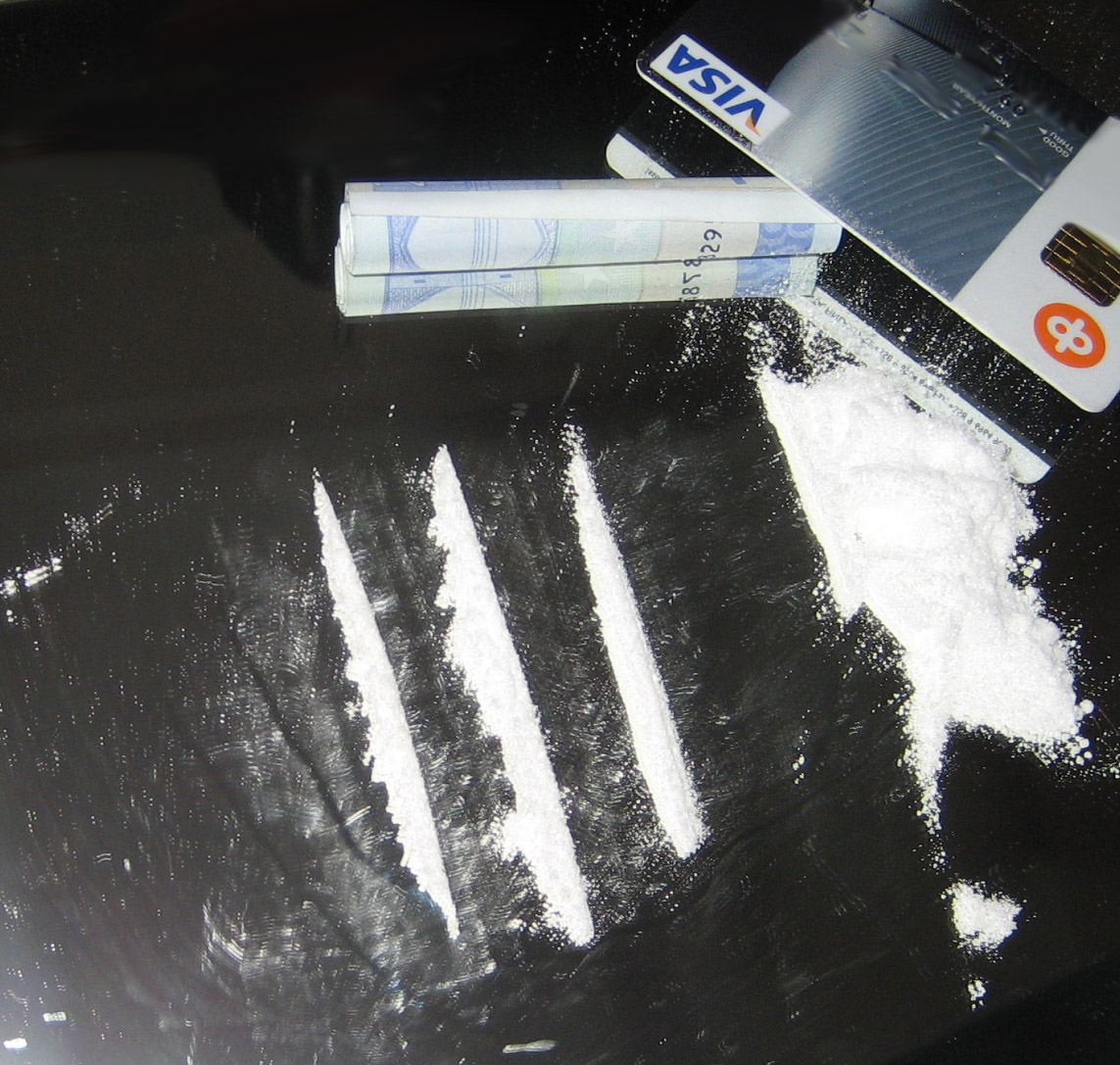
Ścieżki kokainy na lusterku

Główne metody wprowadzenia kokainy do organizmu:
Żucie
Żuje się listki koki, które zazwyczaj wymieszane są z substancją o charakterze zasadowym (np. wapnem), lub parzy się je jak herbatę i pije.
Wciąganie
Nosem Wdychana nosem sproszkowana kokaina dostaje się do krwiobiegu poprzez śluzówkę.
Ustami tzw. po kolumbijsku. Polega na bezpośrednim wdychaniu sproszkowanej kokainy za pomocą długiej cienkiej rurki, efekty po zażyciu są podobne jak przy wciągnięciu nosem.
Wstrzykiwanie
wprowadzenie rozpuszczonej kokainy bezpośrednio w krwiobieg. W ten sposób narkotyk w całości dostaje się do krwiobiegu z pominięciem naturalnych systemów obronnych organizmu. Stwarza to zagrożenie przedawkowania w krótkim czasie. Tak podanej kokainie dotarcie do mózgu zabiera około jednej minuty. Czas potrzebny do osiągnięcia maksymalnych efektów psychotropowych i fizjologicznych jest krótszy niż w przypadku innych metod. Maksymalny efekt fizjologiczny pojawia się po dziesięciu minutach, a psychotropowy po czterech minutach. Oba trwają po około trzynaście minut.
Palenie
Wdychanie oparów kokainy (wolna zasada, crack) lub dymu do płuc. Inhalacja sprawia, że kokaina dostaje się do mózgu po 19 sekundach, jakkolwiek tylko 30–60% dawki zostaje wchłonięte. Opary wdycha się przez odpowiednio skonstruowaną fajkę. Palacze osiągają maksymalny efekt fizjologiczny po dwóch minutach, a psychotropowy po jednej minucie. Efekty utrzymują się krótko – od 10 do 30 minut.

### Efekty psychotropowe
Na siłę efektów wpływa ilość przyjętej dawki. Kokaina wpływa dodatnio na poziom dopaminy – odpowiedzialnej za układ nagrody w mózgu. Powoduje odczucie euforii, zmniejsza niepokój i zwiększa poczucie pewności siebie, zwłaszcza w kontaktach międzyludzkich. Duże dawki kokainy, wprowadzone którymś z wydajnych sposobów do organizmu, powodują euforyczne doświadczenia, tworzące jaskrawe, długoterminowe wspomnienia, stanowiące podstawę dla później pojawiającej się ochoty na narkotyk. Przy większych dawkach powstają również halucynacje i paranoje, przypominające objawy schizofrenii.

### Właściwości uzależniające
Kokaina bardzo silnie uzależnia psychicznie, powodując zmiany w mózgu.
Po zażyciu kokainy następuje okres euforii, a potem okres złego samopoczucia, który skłania do zażycia kolejnej dawki. Przyjemne efekty wywoływane przez kokainę są przyczyną powstania wewnętrznego przymusu ciągłego używania narkotyku pomimo niekorzystnych skutków, jakie mogą wystąpić. To łaknienie jest spowodowane uzależnieniem psychicznym. Powoduje ciągłe zwiększanie dawek.

### Inne niebezpieczeństwa
Efekty wymienione poniżej nie są widoczne po pierwszym, drugim zażyciu narkotyku, jednak nasilają się z każdą kolejną dawką.
- zaburzenia osobowości
- depresja z próbami samobójczymi
- psychoza pokokainowa – zaburzenia funkcjonowania społecznego i urojenia, w tym urojenia prześladowcze
- krwawienia z nosa
- zniszczenie błony śluzowej
- przedziurawienie przegrody nosowej
- aseptyczna martwica przegrody nosowej
- kaszel
- chrypka
- duszność
- trudności z donoszeniem ciąży
- zwiększona umieralność noworodków u matek używających kokainę

Do ww. objawów trzeba dodać objawy wynikające z zachowania podczas odurzenia – urazy, samobójstwa, zabójstwa.

### Przedawkowanie
Ostre zatrucie zazwyczaj występuje po przyjęciu sproszkowanej kokainy w ilości 500 mg. Natomiast wstrzyknięcie już 20 mg dożylnie kończy się śmiercią spowodowaną porażeniem ośrodka oddechowego (śmierć przez uduszenie). Zanim to nastąpi, mają miejsce następujące objawy zatrucia ostrego:
- drgawki,
- podwyższone ciśnienie krwi, kołatanie serca (przyśpieszone i niemiarowe bicie serca),
- zablokowanie ośrodka oddechowego zlokalizowanego w mózgu,
- napady szału z jednoczesnym zamroczeniem.

Po pewnym czasie może pojawić się znużenie, senność, a w końcu traci się świadomość, co sprzyja ustaniu czynności oddechowej.

### Zewnętrzne oznaki używania
Do zewnętrznych objawów zażycia kokainy należą:
- nadpobudliwość i wzmożona aktywność,
- pobudzenie seksualne,
- zwiększona rozmowność, towarzyskość i pewność siebie,
- rozszerzone źrenice, słabo reagujące na światło.
- katar
- wzmożona potliwość[32]